# Magnus (komes wrocławski)
Magnus (kon. XI w.) – komes wrocławski i namiestnik Śląska za panowania księcia Władysława Hermana, być może tożsamy z komesem mazowieckim o tym samym imieniu, który sprawował ten urząd na początku XII wieku za rządów Bolesława Krzywoustego.
Jedyne źródło, które o nim mówi, to kronika Galla Anonima. W 1093 roku udzielił poparcia Zbigniewowi, starszemu synowi Hermana, i grupie możnowładców, którzy domagali się przywrócenia mu praw do władzy oraz usunięcia palatyna Sieciecha. Zapoczątkowało to walki wewnętrzne w Polsce u schyłku XI stulecia. Dalsze losy Magnusa pozostają nieznane. Na ogół utożsamia się go z imiennikiem, wspominanym przez Galla, komesem na Mazowszu, który w 1109 roku pokonał pomorskich najeźdźców. W historiografii wysunięto szereg hipotez na temat pochodzenia komesa wrocławskiego, motywacji poparcia dla Zbigniewa, jak i losów po wydarzeniach z 1093 roku.

## Magnus i jego rola w 1093 roku

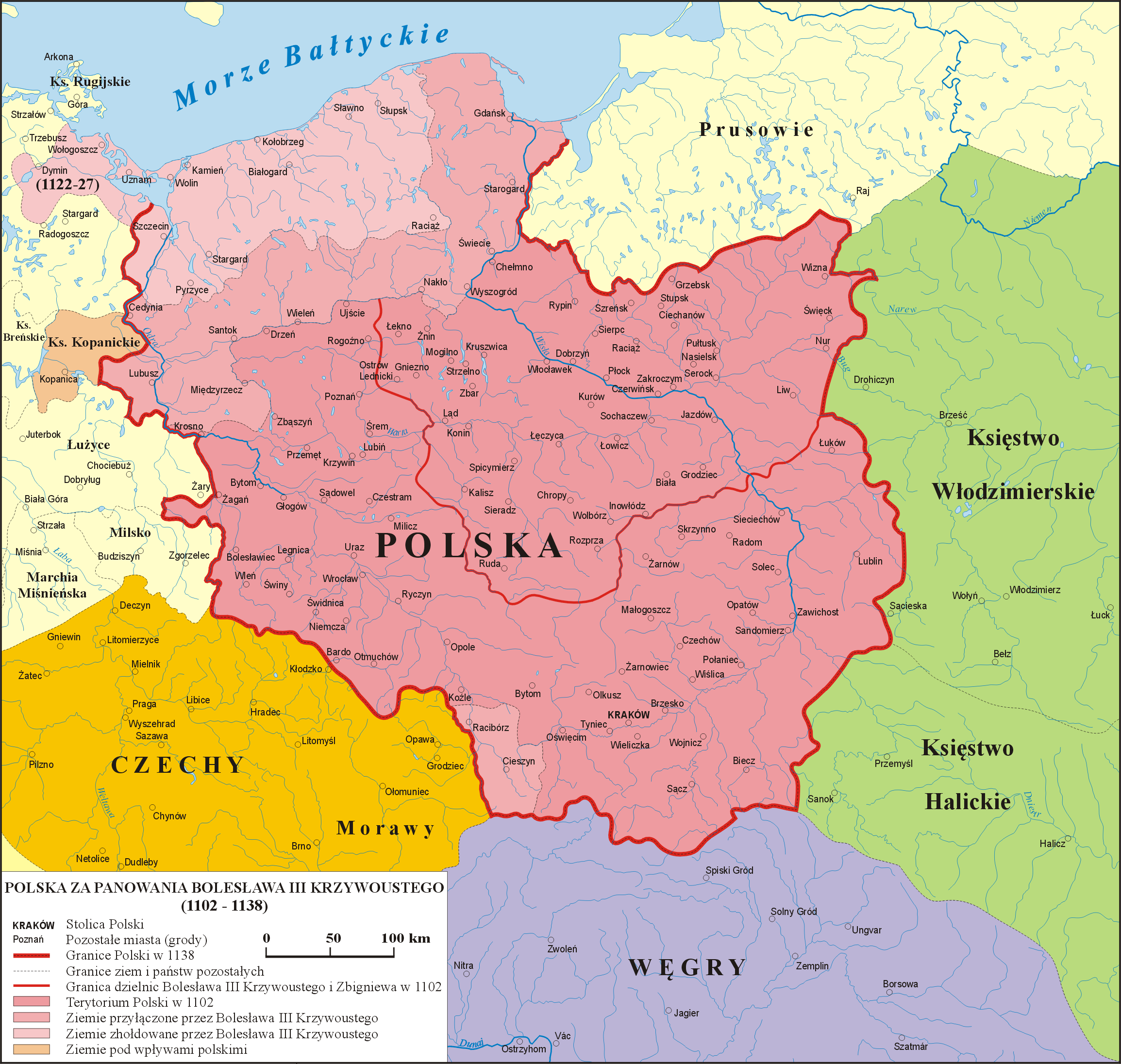
Polska za panowania Władysława Hermana, Zbigniewa i Bolesława Krzywoustego

Jedynym źródłem, które o nim wspomina, jest Kronika polska Galla Anonima. U schyłku XI stulecia, za panowania księcia Władysława Hermana i w okresie sprawowania urzędu palatyna przez Sieciecha, był komesem wrocławskim, czyli namiestnikiem Śląska, reprezentującym księcia na tym terenie i będącym najwyższym urzędnikiem tamtejszej administracji. Hipotetycznie mógł, jak inni komesi prowincji i ważni dostojnicy, zasiadać w radzie książęcej.
W 1093 roku grupa możnowładców, przeciwnych Sieciechowi i przebywających na wygnaniu w Czechach, wysłała do Magnusa poselstwo. Wcześniej wydostali z jednego z klasztorów w Saksonii Zbigniewa, starszego syna Władysława Hermana. Dokonali tego z pomocą księcia czeskiego Brzetysława II, który był skonfliktowany z władcą Polski, ten bowiem zaprzestał płacenia trybutu za Śląsk. Czesi najechali wcześniej w tym samym roku prowincję i ją spustoszyli, lecz ich władca nie poprzestał na tym tylko, ale poparł wygnańców, by uzyskać kolejny środek nacisku na Władysława Hermana.
Ich delegacja wezwała komesa do poparcia praw Zbigniewa do dziedziczenia. Wygnańcy wybrali właśnie jego ze względu na pozycję w państwie, ewentualnie wiedząc o jego zatargach z Sieciechem (o ile takie miały miejsce) lub też wynikało to z faktu, że zarządzał Śląskiem, prowincją sąsiadującą z Czechami, a przez to pierwszym miejscem, gdzie mogli rozpocząć działania i liczyć na szybkie przybycie ewentualnej pomoc od Brzetysława II.
Wedle relacji Galla Anonima, która jeśli chodzi o poselstwo być może bazowała na zachowanej tradycji dotyczącej tego wydarzenia, wygnańcy próbowali odwołać się do urażonej ambicji komesa i wskazać na Sieciecha jako głównego przeciwnika. Mieli podkreślać, że mimo „książęcego imienia” Magnus nie miał śmiałości, by wydawać polecenia prystaldom, urzędnikom palatyna.
Magnus nie od razu pozytywnie odpowiedział na ich propozycję. Uczynił to dopiero po wiecu, który zwołał, z udziałem śląskich możnowładców i rycerzy, gdzie przyjęto poparcie dla sprawy Zbigniewa i żądań usunięcia Sieciecha.
Komes występował następnie jako opiekun Zbigniewa. Przyjęcie na Śląsku syna Władysława Hermana, jak i opozycjonistów, bez zgody księcia, było równoznaczne z buntem. Doszło do konfrontacji zbrojnej, której przebieg pozostaje niejasny. Po jej zakończeniu Władysław Herman uznał publicznie czy też uroczyście legitymizował Zbigniewa oraz nadał mu Śląsk. Jednak okazało się to krótkotrwałym porozumieniem. Dalsze losy samego Magnusa pozostają nieznane.

## Hipotezy dotyczące Magnusa
Postać komesa wrocławskiego stała się tematem budzącym duże zainteresowanie wśród historyków. Magnus był jedynym namiestnikiem prowincji o którym szerzej napisał Gall Anonim, zaliczano go do grona najbardziej interesujących postaci z jego kroniki.

### Losy po 1093 roku
Historycy w różny sposób próbowali wyjaśnić, co stało się dalej z Magnusem. Karol Maleczyński przyjął, że za udział w buncie odebrano mu zajmowane stanowisko. Natomiast Krzysztof Benyskiewicz wysunął dalej idące przypuszczenie o surowszej karze, oślepienia lub śmierci. Zdaniem Adama Krawca koncepcja ta jest przesadzona i można jedynie być pewnym, że Magnus utracił urząd. Sam K. Benyskiewicz w nowym wydaniu swojej pracy zrezygnował z ponownego jej podania.
Gall Anonim w swojej kronice wspomniał o komesie mazowieckim Magnusie, który w 1109 roku pokonał najazd Pomorzan. Na ogół obie osoby były ze sobą utożsamiane, uczynił tak już Jan Długosz. Pogląd ten uznali za uzasadniony Zygmunt Wojciechowski, K. Maleczyński czy Janusz Bieniak. Poza zbieżnością rzadkiego imienia za wskazówkę uznaje się zwrot Galla, który sugeruje, że kronikarz mógł mieć na myśli tę samą osobę. Nie jest to jednak bezdyskusyjna interpretacja, a identyfikacja ta pozostaje jednak hipotetyczną.
Zdaniem K. Maleczyńskiego ukaranie Magnusa za bunt polegało na przeniesieniu go na równorzędny urząd. A. Krawiec uznał, że musiał mieć bardzo wielkie wpływy, jeśli jedyną karą było odebranie stanowiska, zaś jeśli był tożsamy z mazowieckim komesem, to jego pozycja w państwie nie doznała uszczerbku. Z kolei K. Benyskiewicz uznał za mało przekonujące, by książę pozwolił buntownikowi sprawować podobną funkcję.
J. Bieniak uznał, że komesem na Mazowszu został już po wygnaniu Zbigniewa i był wówczas stronnikiem księcia Bolesława Krzywoustego. Natomiast A. Krawiec przypuszczał, że stało się to wcześniej, gdy Zbigniew jeszcze władał swoją dzielnicą, obejmującą także Mazowsze, i to on mianował Magnusa, co oznacza, że możnowładca był jego wiernym zwolennikiem. Można również spotkać się z opinią, iż w czasach pisania kroniki przez Galla Anonima już nie piastował tego urzędu.
J. Bieniak upatrywał w Magnusie człowieka związanego od 1093 roku z Awdańcami i to właśnie ich wpływowi przypisał uwzględnienie jego postaci przez Galla Anonima, któremu patronowali członkowie tego rodu. Natomiast K. Benyskiewicz obecność komesa wrocławskiego w kronice tłumaczył tym, że uczestniczył w wydarzeniach ważnych dla jedności państwa.

### Pochówek w Czersku
W 1966 roku, podczas prac archeologicznych w rejonie ruin kościoła św. Piotra na Wzgórzu Zamkowym w Czersku, pośród licznych wczesnośredniowiecznych pochówków, odkryto grób mężczyzny z bogatym wyposażeniem, datowany na koniec XI lub I połowę XII wieku. Przyjmuje się, że był to przedstawiciel lokalnej elity, pan grodowy lub też – ze względu na nieco pogański charakter złożonych z nim przedmiotów – wyższej rangi wojownik, może najemnik świeżo schrystianizowany lub jeszcze pogański, względnie potomek takiego. Analiza antropologiczna, jak badania wyposażenia grobu, wskazują na wpływy nordyckie, stąd domysł o skandynawskim lub warego-ruskim pochodzeniu zmarłego.
Teresa Kiersnowska wysunęła hipotezę, że w grobie tym pochowano komesa mazowieckiego Magnusa, wskazując także na bliskość Czerska do Magnuszewa, którego nazwa jest z nim wiązana. Jeśli zaś komes wrocławski był z nim tożsamy, byłby to jego pochówek.

### Pochodzenie

#### Polski ród możnowładczy
Legenda rodowa Zarembów, którą zawarł Bartosz Paprocki w swoich herbarzu, uczyniła z Magnusa ich protoplastę. Nie wiadomo jednak jakie było jego prawdziwe pochodzenie, historycy wysunęli szereg hipotez na ten temat. Część z nich widziała w nim przedstawiciela polskiego możnowładztwa. Według Franciszka Piekosińskiego i Władysława Semkowicza był przodkiem Powałów, bowiem wiązany z nim Magnuszew należał do tego rodu. Z kolei Tadeusz Wojciechowski przypisał mu pochodzenie od Turzynitów (Turzynów, Drużynów), rodu z którego miał pochodzić św. Stanisław ze Szczepanowa i uważał, że Magnus był bratem biskupa. Podstawą tej koncepcji był zapis z XIV-wiecznego żywotu świętego wedle którego jego ojciec nosił to samo imię. Niekiedy poprzestawano na określeniu komesa jako krewnego biskupa, K. Maleczyński dopatrywał się w nim głowy całego rodu. Jednak podstawy źródłowe wiązania Magnusa z tymi rodami pozostają wątpliwe, podobnie jak z Magnuszewem, który należał do rodziny Magnuszewskich herbu Powała (Ogończyk) i którego nazwa wcale nie musiała brać się od imienia.

#### Potomek śląskich książąt plemiennych
Poza rzadkim imieniem innym elementem, który stawał się podstawą do budowy kolejnych hipotez o pochodzeniu komesa był zwrot „nomen ducatus” („książęce imię”), jakiego użył wobec niego Gall Anonim. Interpretowano go jako zaszczytny tytuł namiestnika prowincji, świadectwo jego roli w lokalnej społeczności lub godność książęcą. Z ostatniej z tych interpretacji wysunięto także koncepcję, że Śląsk cieszył się specjalnym, odrębnym statusem, sam zaś Magnus miał pochodzić z dawnej dynastii plemiennej, podporządkowanej sobie przez Piastów i mieć szerokie prerogatywy jako namiestnik na wzór dawnych książąt plemiennych. Taka hipoteza, bez przesądzania o jego pochodzeniu, pojawiała się w pracach Stanisława Arnolda, Romana Grodeckiego czy Marka Cetwińskiego. Częściej można spotkać się z odrzuceniem obu tych koncepcji, bazującym na uznaniu powyższej interpretacji łacińskiego zwrotu za nieprawidłową – określenia „ducatus” nie używano w stosunku do namiestników prowincji, tylko wobec wojewody-palatyna – oraz wskazaniu na brak śladów jakieś specjalnej odrębności Śląska w obrębie ówczesnego państwa polskiego, przez co tamtejsi komesi byli po prostu przedstawicielami księcia, mianowanymi, odwoływanymi czy przenoszonymi według jego woli. Kwestia pewnej nietypowości Śląska w obrębie państwa Piastów bywa wciąż podnoszona, lecz bez wiązania z nią pochodzenia komesa.

#### Obcy dynasta: syn Magnusa Haraldsona
Zdaniem Tomasza Jurka słowa Galla należy rozumieć jako osobisty wyróżnik Magnusa i znak jego książęcego pochodzenia, nie spośród Piastów, lecz obcej dynastii. Już Ferdynand Heydebrand von und Lasa, wysunął hipotezę, którą przyjęli za nim inni niemieccy historycy z Wrocławia, że komes był synem króla Norwegii Magnusa II Haraldsona i zarazem przodkiem Piotra Włostowica z rodu Łabędziów. Argumentem za tym była rzadkość imienia, które na ogół wiązało się ze skandynawskimi dynastiami. Przeciw tej koncepcji przemawia jednak brak pewniejszej podstawy źródłowej.

#### Obcy dynasta: syn Harolda II
Natomiast nową hipotezę przedstawił T. Jurek, uważając za niewystarczające pomysły pochodzenia, ograniczające się tylko do wskazania dynastii, w których używano jego imienia. Jego zdaniem należało odnaleźć postać, której losy można pogodzić ze znanymi z kroniki Galla Anonima informacjami o komesie. Za kogoś takiego uznał Magnusa, najmłodszego z synów króla Anglii Harolda II Godwissona i Eadgythy, z racji urody zwanej Łabędzią Szyją (Łabędzioszyją). Jego starszymi braćmi byli Godwin i Edmund, a siostrami Gytha i Gunhilda. Pod wpływem kronikarzy z Normandii kwestionowano legalność ich pochodzenia. Losy dzieci Harolda, po bitwie pod Hastings i jego śmierci, są słabo znane, najpewniej kierunkiem ich ucieczki przed Wilhelmem Zdobywcą była Irlandia. Stamtąd bowiem w 1068 roku trzej bracia wyruszyli na Bristol, lecz ta wyprawa zakończyła się niepowodzeniem i ograniczyła się tylko do złupienia okolicznych wsi. Ponownie zaatakowali rok później, kiedy także swoją wyprawę przeciw Wilhelmowi podjął władca Danii, Swen II Estrydsen. Również i ta próba odzyskania utraconego królestwa zakończyła się niepowodzeniem. Dzieci Harolda udały się wówczas do Danii, brak informacji o ich dalszych losach.
T. Jurek, na podstawie poszlak źródłowych podjął próbę wykazania, że to właśnie Magnus trafił do Polski. Wskazał na fragment z kroniki Orderyka Vitalisa, gdzie w składzie wyprawy Swena wymieniono posiłki z Polski, Fryzji i Saksonii oraz od Luciców. Jego zdaniem kampania władcy Danii była efektem pozyskania go przez wygnanych synów Harolda, którym nie udało się jej skoordynować czasowo ze swoim uderzeniem z Irlandii. Mógł jednak towarzyszyć mu jeden z nich, właśnie Magnus. Obecność jakichś oddziałów z Polski historyk nie tłumaczył sojuszem między Swenem a księciem Bolesławem Szczodrym, jego zdaniem niepewnym, lecz efektem zwerbowania ochotników. Możliwe, że Magnus już wówczas pojawił się w państwie Piastów, zaciągając wojowników do planowanej wyprawy. Po klęsce z 1069 roku, kiedy szanse na odzyskanie ojcowskiego dziedzictwa spadły, mógł tam osiąść, co zdaniem historyka uprawdopodobnia informacja Saksa Gramatyka, że tylko dwaj spośród synów Harolda pozostali w Danii.
Kolejnym argumentem w hipotezie T. Jurka na rzecz obecności Magnusa w Polsce stały się losy jednej z jego sióstr, Gythy, która najpewniej w 1074 roku poślubiła księcia Włodzimierza Monomacha. Jego zdaniem wątpliwe jest, by za tym małżeństwem stał król Danii i chęć wzmocnienia przez niego sojuszu z Rusią Kijowską, jak przedstawił to Sakso. Przemawiać za tym ma odległe pokrewieństwo między nią a Swenem, brak posagu, jak również pochodzenie ze związku traktowanego jako nieślubny. Za możliwą przyczynę zawarcia tego małżeństwa uznaje urodę Gythy, a jeżeli tak było, to zapewne Włodzimierz poznał ją wcześniej. Mogło stać się to właśnie w Polsce, w otoczeniu Bolesława Szczodrego, a jak wiadomo z chożdienia (intnerarium) Włodzimierza około 1074 roku przebywał on na pograniczu Polski, zabiegając o pokój, a następnie sojusz. Magnus mógł zatem od kilku lat przebywać w państwie Piastów, służąc polskiemu władcy.
Zdaniem T. Jurka nawet jeśli małżeństwo zaaranżował Swen, to nie wyklucza zupełnie możliwości osiedlenia się Magnusa w Polsce. Założył, że w przypadku podróży Gythy z Danii na ślub towarzyszyli jej bracia, którzy zapewne przez pewien czas pozostali w otoczeniu szwagra i mogli być świadkami rozmów na pograniczu między Monomachem a Szczodrym. Wówczas to Magnus mógł zdecydować się na związanie swych losów z władcą Polski.
Użyte przez Galla Anonima określenie „nomen ducatus” wynikałoby z tego, że wywodził się z rodu anglosaskich jarlów, o statusie bliskim książęcemu. Za początkiem związków Magnusa z Polską w czasach panowania Bolesława II mogą też przemawiać sugerowane przez J. Bieniaka jego powiązania z Awdańcami, rodem bliskim temu władcy.
Według T. Jurka skandynawskie cechy pochówku z Czerska nie stoją w sprzeczności z konceptem pochodzenia od Harolda II, bowiem jego ród poprzez małżeństwa miał domieszkę normańskiej krwi, a zwyczaje Skandynawów były rozpowszechnione wśród anglosaskiego możnowładztwa. Także wiek zmarłego może odpowiadać domniemanej dacie narodzin Magnusa około 1050 roku. Liczne obiekty o pochodzeniu ruskim, które archeolodzy odkryli w Czersku bywają wiązane z nim i domniemanymi kontaktami jakie utrzymywał z Gythą.
Jako dodatkowy argument na rzecz anglosaskich korzeni komesa wymieniano godło z herbu książąt mazowieckich – zielonego smoka, który rzadko pojawiał się w heraldyce. Mógł pochodzić od wiwerny, która była umieszczona w herbie anglosaskiej dynastii z Wesseksu. Jednak znaczenie tego argumentu osłabia fakt, że taki herb na Mazowszu pojawił się dopiero na przełomie XIII i XIV wieku.
A. Krawiec uznał teorię o pochodzeniu Magnusa od Harolda II za trudną do weryfikacji, jednocześnie podkreślając jego związki ze Skandynawią, co jednoznacznie sugeruje imię i skłaniając się ku ostrożnemu wskazaniu na ten region jako miejsce jego korzeni, przynajmniej w linii żeńskiej. Natomiast Dariusz Piwowarczyk w pełni zaakceptował koncepcję T. Jurka i przedstawił jako pewnik, uważając, że Magnus zyskał wysoką pozycję już w otoczeniu Bolesława Szczodrego.
W latach 2013–2016 realizowany był projekt badawczy „Swoi czy obcy? Pochówki w grobach komorowych na ziemiach polskich w okresie wczesnego średniowiecza” Dariusza Błaszczyka i Łukasza Maurycego Stanaszka, którym objęto także domniemany grób Magnusa, celem uściślenia jego chronologii oraz zweryfikowania hipotezy T. Jurka. Posłużyć do tego miały badania radiowęglowe, fizykochemiczne i molekularne. Analiza próbek kolagenu ze szczątek zmarłego wykazała nietypową dla wczesnośredniowiecznych ziem polskich dietę (duże ilości ryb morskich), co jednak nie musiało być związane z pochodzeniem, lecz osobistymi preferencjami czy statusem społecznym. Natomiast wyniki badań DNA oraz stabilnych izotopów strontu nie pozwoliły jednoznacznie odpowiedzieć na pytanie skąd pochodził, jedynie wskazały na to, że dzieciństwo spędził na innych obszarach niż dorosłe lata, w tym schyłek życia. Uzyskane wartości strontu nie występują w Anglii, co przemawia za tym, że zmarły raczej nie był Magnusem, synem Harolda. Zarazem wyniki badań dały podstawy do przyjęcia, że był na Mazowszu przybyszem, z innej części Polski lub też z Europy zachodniej. Na tej podstawie nie da się jednoznacznie potwierdzić, ani odrzucić hipotezy T. Jurka. Ponadto wskazano, że przedmioty z grobu nie posiadały żadnych charakterystycznych cech, które mogłyby pomóc w określeniu ich pochodzenia.

### Powody poparcia Zbigniewa
W przypadku wyjaśnienia powodów poparcia Zbigniewa przez Magnusa wysunięto również kilka koncepcji. Na podstawie wzmianki o prystaldach Sieciecha z kroniki Galla Anonima pojawił się w historiografii pogląd o tym, że namiestnik Śląska był skonfliktowany z palatynem. Nie wiadomo jednak, czy ich postępowanie wynikało z nadzwyczajnych uprawień jakie im przyznano, czy też było nadużyciem, skutkiem poczucia bezkarności, jakie dawały im wpływy palatyna. Możliwe, że konflikt był wynikiem poważnego ograniczania pozycji komesa, w teorii najwyższego urzędnika w prowincji, podlegającego bezpośrednio księciu, przez Sieciecha, działań wpisujących się w centralizację państwa. Inną wizję zaproponował K. Benyskiewicz, wedle którego Magnus był zaufanym człowiekiem palatyna, cieszącym się przychylnością jego i Władysława Hermana. Historyk uzasadniał to tym, że Gall Anonim podkreślał w swojej kronice, że Sieciech obsadzał urzędy swoimi ludźmi. Przejście komesa wrocławskiego na stronę przeciwników wszechwładnego palatyna i przyjęcie ich postulatów, bez wysuwania żadnych własnych, tłumaczył konformizmem lub frustracją wynikającą z braku aktywności księcia wobec najazdu czeskiego, który spadł na Śląsk w 1093 roku. Lokalni możnowładcy byli również rozczarowani biernością Władysława Hermana i Magnus mógł ulec ich perswazji w trakcie rozmów o propozycji emigrantów. Być może właśnie świeże zniszczenia wojenne i związane z nimi niezadowolenie skłoniły ich także do zainteresowania się Śląskiem.
Norbert Delestowicz odrzucił koncepcję widzącą w Magnusie stronnika Sieciecha, wskazując, że w relacji Galla Anonima brak jakichkolwiek wzmianek o bliższych powiązaniach między komesem a palatynem. Wysunął hipotezę, jednocześnie przyznając, że brak źródeł na jej poparcie, w myśl której udział Magnusa w buncie może sugerować, iż nie był stronnikiem Władysława Hermana od początku jego rządów. Możliwe, że należał do zwolenników Bolesława Szczodrego, a wysokie stanowisko otrzymał od jego następcy w nadziei na lojalność wobec nowego władcy.
Zdaniem N. Delestowicza opowiedzenie się Magnusa po stronie opozycji nie było wynikiem rozbudzonych ambicji i urażenia ograniczaniem zakresu władzy (co podkreślali posłowie wygnańców), lecz raczej chęcią doprowadzenia do zakończenia czeskich ataków na Śląsk. Za możliwe uznaje, że to brak odpowiedniego wsparcia ze strony księcia był źródłem konfliktu komesa z Sieciechem. Przysłanie prystaldów mogło być z tym związane – mieli pilnować, by nie zdradził i nie porozumiał się z Brzetysławem. Takie postępowanie zapewne wynikało z wysokiej pozycji Magnusa i obawy o konsekwencje jakie mogło przynieść nagłe usunięcie go z urzędu. Historyk przyznał jednak, że brak potwierdzenia w źródłach dla takich przypuszczeń.
Motywacji dla poparcia starszego syna Władysława Hermana doszukiwano się także w jego hipotetycznym pochodzeniu. R. Grodecki, przyjmując za T. Wojciechowskim, że matka Zbigniewa pochodziła z rodu Turzynitów, wskazał, że pokrewieństwo Magnusa z nią mogłoby przesądzić o jego postępowaniu w 1093 roku. Koncepcja takiego pochodzenia tej kobiety jest jednak niepewna, brak bowiem przekonujących przesłanek. Z kolei T. Jurek uznał za możliwe emocjonalne uzasadnienie działań – jeśli był synem Harolda II, to mógł postrzegać Zbigniewa jako podobnego sobie wygnańca, którego prawe pochodzenie było kwestionowane.